# ناتانیو کومپائوره
ناتانیو کومپائوره (انگلیسی: Nathanio Kompaoré؛ زادهٔ ۲۰ ژوئن ۲۰۰۱) بازیکن فوتبال اهل بورکینافاسو است.
وی همچنین در تیم‌های ملی فوتبال زیر ۲۰ سال بورکینافاسو و بورکینافاسو بازی کرده است.
وی در مسابقات کشوری و بین‌المللی در مجموع برندهٔ ۱ مدال طلا شده است.